# Stanisława Kwaskowska

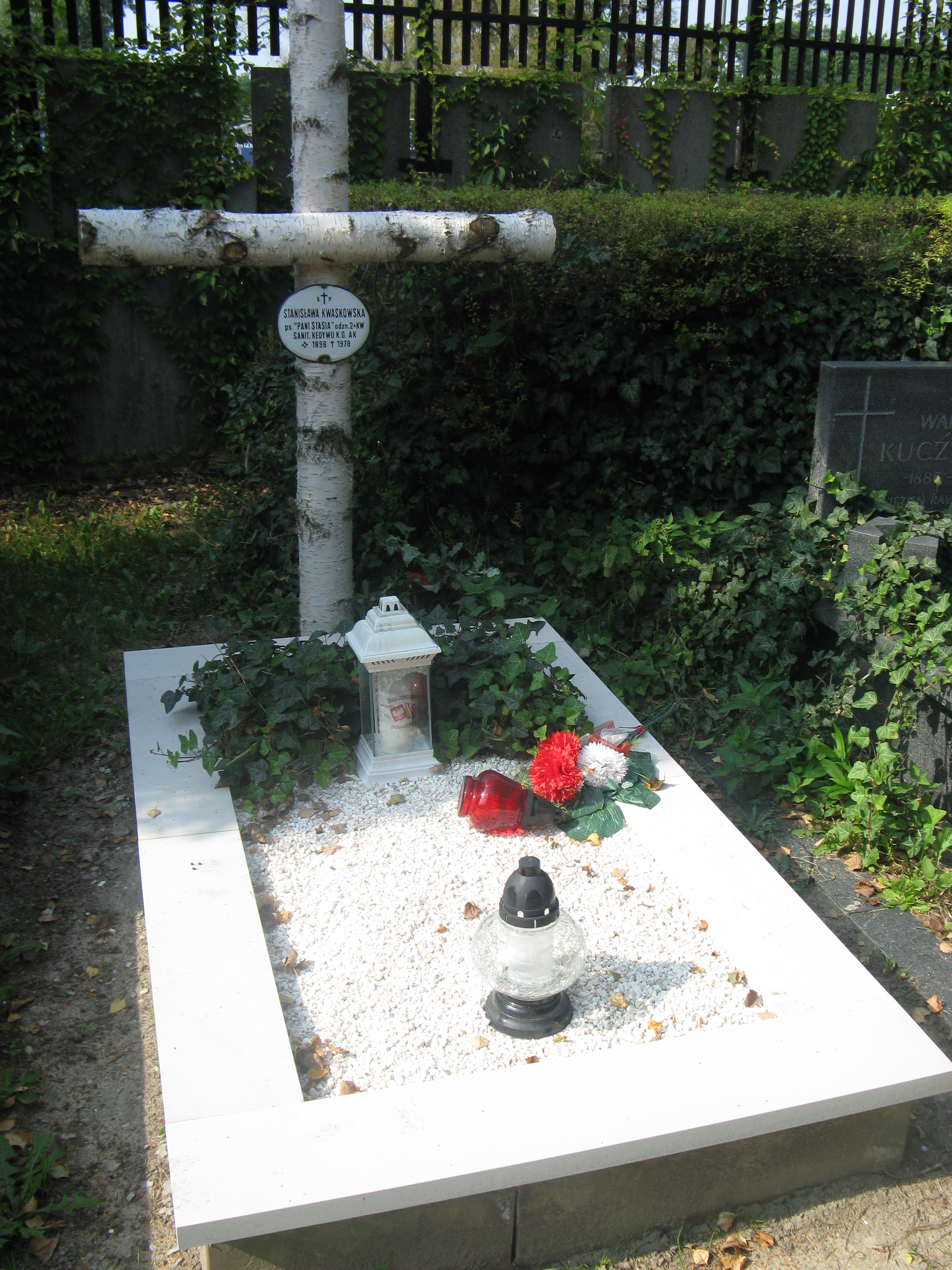
Grób na Wojskowych Powązkach

Stanisława Kwaskowska ps. Pani Stasia (ur. 8 maja 1898, zm. w 1978) – polska pielęgniarka. Uczestniczka wojny polsko-bolszewickiej i powstania warszawskiego.

## Życiorys
Była córką Dominika Szlima. Będąc studentką III roku Wyższej Szkoły Ogrodniczej Wolnej Wszechnicy Polskiej w Warszawie zgłosiła się 19 czerwca 1919 roku ochotniczo do wojska jako sanitariuszka. Została przydzielona do Szpitala Zapasowego 1 Dywizji Litewsko-Białoruskiej w Baranowiczach, następnie została przeniesiona do Szpitala Epidemicznego w Mińsku Litewskim, gdzie pełniła służbę przy żołnierzach chorych na tyfus brzuszny i plamisty.
W okresie międzywojennym pracowała jako pielęgniarka.
W czasie drugiej wojny światowej pracowała w służbie sanitarnej Kedywu Komendy Głównej Armii Krajowej. Komórka ta, o nazwie „Rola 90” (później – „Rola 81”, popularnie nazywana „Rola”, od pseudonimu jej dowódcy, Cypriana Sadowskiego „Skiby”), była budowana od czerwca 1943 roku, a ostatecznie została uformowana w listopadzie tego roku. Przed wybuchem powstania warszawskiego Rola formalnie wchodziła w skład Brygady Dywersji „Broda 53” Zgrupowania Radosław.
„Pani Stasia” była skarbniczką Roli, odpowiadała za kontakty z KG AK, ale również za kontakty ze szpitalami, organizowała opiekę lekarską dla żołnierzy Grup Szturmowych w Szpitalu Ujazdowskim, szkoliła sanitariuszki i sanitariuszy batalionów „Zośka” i „Parasol”.
W czasie powstania warszawskiego służyła w Sanitariacie Okręgu Warszawskiego Armii Krajowej „Bakcyl”, następnie w III Obwodzie (Wola) Warszawskiego Okręgu Armii Krajowej w Zgrupowaniu „Waligóra”, w Szpitalu Karola i Marii przy ul. Leszno 136, wreszcie w Szpitalu Wolskim przy ul. Płockiej 26. Po powstaniu wyjechała z Warszawy z rannymi.
Została pochowana na Cmentarzu Wojskowym na Powązkach (kwatera D12-3-7).

## Odznaczenia
- Medal Pamiątkowy za Wojnę 1918–1921 (1929)[1][5]
- Krzyż Partyzancki (1976)
- Medal Zwycięstwa i Wolności 1945 (1976)
- Medal za Warszawę 1939–1945 (1976)
- niepotwierdzone informacje o dwukrotnie nadanym Krzyżu Walecznych[5] (m.in. na tabliczce nagrobnej).